# Coupe Davis 1956
Pour un article plus général, voir Coupe Davis.
Navigation
Édition précédente Édition suivante
La Coupe Davis 1956 est la 45e édition de ce tournoi de tennis professionnel masculin par nations. Les rencontres se déroulent du 22 mars au 28 décembre dans différents lieux.
L'Australie (tenante du titre) remporte son 13e saladier d'argent grâce à sa victoire lors du "Challenge Round" face aux États-Unis (finalistes sortant) par cinq victoires à zéro.

## Contexte
Le tournoi se déroule au préalable dans les tours préliminaires des zones continentales. Un total de 33 nations participent à la compétition :
- 5 dans la "Zone Amérique",
- 3 dans la "Zone Est" (incluant l'Asie et l'Océanie),
- 24 dans la "Zone Europe" (incluant l'Afrique),
- plus l'Australie ayant remporté l'édition précédente, ainsi qualifiée pour le "Challenge round".

## Résultats

### Tableau du top 16 mondial
|  | Huitièmes de finale Plusieurs dates                                           | Huitièmes de finale Plusieurs dates                                       |                                                                        |                                                  | Quarts de finale Plusieurs dates                 | Quarts de finale Plusieurs dates |   |  | Demi-finales Plusieurs dates                | Demi-finales Plusieurs dates                |  |  | Finale du tout venant 14 - 16 décembre   | Finale du tout venant 14 - 16 décembre   |
|  | Huitièmes de finale Plusieurs dates                                           | Huitièmes de finale Plusieurs dates                                       |                                                                        |                                                  | Quarts de finale Plusieurs dates                 | Quarts de finale Plusieurs dates |   |  | Demi-finales Plusieurs dates                | Demi-finales Plusieurs dates                |  |  | Finale du tout venant 14 - 16 décembre   | Finale du tout venant 14 - 16 décembre   |
|  |                                                                               |                                                                           |                                                                        |                                                  |                                                  |                                  |   |  |                                             |                                             |  |  |                                          |                                          |
|  | Quart de finale Est                                                           | Quart de finale Est                                                       |                                                                        |                                                  | Demi-finale Est                                  | Demi-finale Est                  |   |  | Finale Est (18 - 20 mai) Tokyo, Japon (???) | Finale Est (18 - 20 mai) Tokyo, Japon (???) |  |  | Inter-zone Perth, Australie (gazon ext.) | Inter-zone Perth, Australie (gazon ext.) |
|  | Quart de finale Est                                                           | Quart de finale Est                                                       |                                                                        |                                                  | Demi-finale Est                                  | Demi-finale Est                  |   |  | Finale Est (18 - 20 mai) Tokyo, Japon (???) | Finale Est (18 - 20 mai) Tokyo, Japon (???) |  |  | Inter-zone Perth, Australie (gazon ext.) | Inter-zone Perth, Australie (gazon ext.) |
|  | Japon                                                                         |                                                                           |                                                                        |                                                  | Demi-finale Est                                  | Demi-finale Est                  |   |  | Finale Est (18 - 20 mai) Tokyo, Japon (???) | Finale Est (18 - 20 mai) Tokyo, Japon (???) |  |  | Inter-zone Perth, Australie (gazon ext.) | Inter-zone Perth, Australie (gazon ext.) |
|  |                                                                               |                                                                           |                                                                        |                                                  | Demi-finale Est                                  | Demi-finale Est                  |   |  | Finale Est (18 - 20 mai) Tokyo, Japon (???) | Finale Est (18 - 20 mai) Tokyo, Japon (???) |  |  | Inter-zone Perth, Australie (gazon ext.) | Inter-zone Perth, Australie (gazon ext.) |
|  | Bye                                                                           |                                                                           |                                                                        |                                                  | Demi-finale Est                                  | Demi-finale Est                  |   |  | Finale Est (18 - 20 mai) Tokyo, Japon (???) | Finale Est (18 - 20 mai) Tokyo, Japon (???) |  |  | Inter-zone Perth, Australie (gazon ext.) | Inter-zone Perth, Australie (gazon ext.) |
|  | Japon                                                                         |                                                                           |                                                                        |                                                  |                                                  |                                  |   |  | Finale Est (18 - 20 mai) Tokyo, Japon (???) | Finale Est (18 - 20 mai) Tokyo, Japon (???) |  |  | Inter-zone Perth, Australie (gazon ext.) | Inter-zone Perth, Australie (gazon ext.) |
|  | Quart de finale Est                                                           |                                                                           |                                                                        |                                                  |                                                  |                                  |   |  | Finale Est (18 - 20 mai) Tokyo, Japon (???) | Finale Est (18 - 20 mai) Tokyo, Japon (???) |  |  | Inter-zone Perth, Australie (gazon ext.) | Inter-zone Perth, Australie (gazon ext.) |
|  |                                                                               | Bye                                                                       |                                                                        |                                                  |                                                  |                                  |   |  | Finale Est (18 - 20 mai) Tokyo, Japon (???) | Finale Est (18 - 20 mai) Tokyo, Japon (???) |  |  | Inter-zone Perth, Australie (gazon ext.) | Inter-zone Perth, Australie (gazon ext.) |
|  | Bye                                                                           |                                                                           |                                                                        |                                                  |                                                  |                                  |   |  | Finale Est (18 - 20 mai) Tokyo, Japon (???) | Finale Est (18 - 20 mai) Tokyo, Japon (???) |  |  | Inter-zone Perth, Australie (gazon ext.) | Inter-zone Perth, Australie (gazon ext.) |
|  | Demi-finale Est (22 - 24 avril) Colombo, Ceylan (terre battue ext.)           |                                                                           |                                                                        |                                                  |                                                  |                                  |   |  | Finale Est (18 - 20 mai) Tokyo, Japon (???) | Finale Est (18 - 20 mai) Tokyo, Japon (???) |  |  | Inter-zone Perth, Australie (gazon ext.) | Inter-zone Perth, Australie (gazon ext.) |
|  | Bye                                                                           |                                                                           |                                                                        |                                                  |                                                  |                                  |   |  | Finale Est (18 - 20 mai) Tokyo, Japon (???) | Finale Est (18 - 20 mai) Tokyo, Japon (???) |  |  | Inter-zone Perth, Australie (gazon ext.) | Inter-zone Perth, Australie (gazon ext.) |
|  | Japon                                                                         | 2                                                                         |                                                                        |                                                  |                                                  |                                  |   |  |                                             |                                             |  |  | Inter-zone Perth, Australie (gazon ext.) | Inter-zone Perth, Australie (gazon ext.) |
|  | Japon                                                                         | 2                                                                         | Quart de finale Est                                                    |                                                  |                                                  |                                  |   |  |                                             |                                             |  |  | Inter-zone Perth, Australie (gazon ext.) | Inter-zone Perth, Australie (gazon ext.) |
|  |                                                                               | Inde                                                                      | 3                                                                      |                                                  |                                                  |                                  |   |  |                                             |                                             |  |  | Inter-zone Perth, Australie (gazon ext.) | Inter-zone Perth, Australie (gazon ext.) |
|  | Sri Lanka                                                                     | Inde                                                                      | 3                                                                      |                                                  |                                                  |                                  |   |  |                                             |                                             |  |  | Inter-zone Perth, Australie (gazon ext.) | Inter-zone Perth, Australie (gazon ext.) |
|  | Inter-zone (29 septembre - 1er octobre) New York, NY, États-Unis (gazon ext.) |                                                                           |                                                                        |                                                  |                                                  |                                  |   |  |                                             |                                             |  |  | Inter-zone Perth, Australie (gazon ext.) | Inter-zone Perth, Australie (gazon ext.) |
|  | Bye                                                                           |                                                                           |                                                                        |                                                  |                                                  |                                  |   |  |                                             |                                             |  |  | Inter-zone Perth, Australie (gazon ext.) | Inter-zone Perth, Australie (gazon ext.) |
|  | Sri Lanka                                                                     | 0                                                                         |                                                                        |                                                  |                                                  |                                  |   |  |                                             |                                             |  |  | Inter-zone Perth, Australie (gazon ext.) | Inter-zone Perth, Australie (gazon ext.) |
|  | Sri Lanka                                                                     | 0                                                                         | Quart de finale Est                                                    |                                                  |                                                  |                                  |   |  |                                             |                                             |  |  | Inter-zone Perth, Australie (gazon ext.) | Inter-zone Perth, Australie (gazon ext.) |
|  |                                                                               | Inde                                                                      | 5                                                                      |                                                  |                                                  |                                  |   |  |                                             |                                             |  |  | Inter-zone Perth, Australie (gazon ext.) | Inter-zone Perth, Australie (gazon ext.) |
|  | Inde                                                                          | Inde                                                                      | 5                                                                      |                                                  |                                                  |                                  |   |  |                                             |                                             |  |  | Inter-zone Perth, Australie (gazon ext.) | Inter-zone Perth, Australie (gazon ext.) |
|  | Finale Europe (20 - 22 juillet) Båstad, Suède (terre battue ext.)             |                                                                           |                                                                        |                                                  |                                                  |                                  |   |  |                                             |                                             |  |  | Inter-zone Perth, Australie (gazon ext.) | Inter-zone Perth, Australie (gazon ext.) |
|  | Bye                                                                           |                                                                           |                                                                        |                                                  |                                                  |                                  |   |  |                                             |                                             |  |  | Inter-zone Perth, Australie (gazon ext.) | Inter-zone Perth, Australie (gazon ext.) |
|  | Inde                                                                          | 1                                                                         |                                                                        |                                                  |                                                  |                                  |   |  |                                             |                                             |  |  |                                          |                                          |
|  | Inde                                                                          | 1                                                                         | Demi-finale Europe (15 - 17 juillet) Paris, France (terre battue ext.) |                                                  |                                                  |                                  |   |  |                                             |                                             |  |  |                                          |                                          |
|  |                                                                               | États-Unis                                                                | 4                                                                      |                                                  |                                                  |                                  |   |  |                                             |                                             |  |  |                                          |                                          |
|  | Italie                                                                        | États-Unis                                                                | 4                                                                      | 3                                                |                                                  |                                  |   |  |                                             |                                             |  |  |                                          |                                          |
|  | Italie                                                                        |                                                                           |                                                                        | 3                                                |                                                  |                                  |   |  |                                             |                                             |  |  |                                          |                                          |
|  | France                                                                        | 2                                                                         |                                                                        |                                                  |                                                  |                                  |   |  |                                             |                                             |  |  |                                          |                                          |
|  | France                                                                        | 2                                                                         | Italie                                                                 | 5                                                |                                                  |                                  |   |  |                                             |                                             |  |  |                                          |                                          |
|  | Demi-finale Europe (15 - 17 juillet) Solna, Suède (terre battue ext.)         |                                                                           | Italie                                                                 | 5                                                |                                                  |                                  |   |  |                                             |                                             |  |  |                                          |                                          |
|  |                                                                               | Suède                                                                     | 0                                                                      |                                                  |                                                  |                                  |   |  |                                             |                                             |  |  |                                          |                                          |
|  | Grande-Bretagne                                                               | Suède                                                                     | 0                                                                      | 1                                                |                                                  |                                  |   |  |                                             |                                             |  |  |                                          |                                          |
|  | Grande-Bretagne                                                               | Finale Amériques (18 - 20 mai) Rye, NY, États-Unis (gazon ext.)           |                                                                        | 1                                                |                                                  |                                  |   |  |                                             |                                             |  |  |                                          |                                          |
|  | Suède                                                                         | 4                                                                         |                                                                        |                                                  |                                                  |                                  |   |  |                                             |                                             |  |  |                                          |                                          |
|  | Suède                                                                         | 4                                                                         | Italie                                                                 | 1                                                |                                                  |                                  |   |  |                                             |                                             |  |  |                                          |                                          |
|  | Demi-finale Amériques (27 - 29 juillet) Victoria, Canada (gazon ext.)         |                                                                           | Italie                                                                 | 1                                                |                                                  |                                  |   |  |                                             |                                             |  |  |                                          |                                          |
|  |                                                                               | États-Unis                                                                | 4                                                                      |                                                  |                                                  |                                  |   |  |                                             |                                             |  |  |                                          |                                          |
|  | États-Unis                                                                    | États-Unis                                                                | 4                                                                      | 4                                                |                                                  |                                  |   |  |                                             |                                             |  |  |                                          |                                          |
|  | États-Unis                                                                    |                                                                           |                                                                        | 4                                                |                                                  |                                  |   |  |                                             |                                             |  |  |                                          |                                          |
|  | Canada                                                                        | 1                                                                         |                                                                        | Challenge round 26 - 28 décembre                 | Challenge round 26 - 28 décembre                 |                                  |   |  |                                             |                                             |  |  |                                          |                                          |
|  | Canada                                                                        | 1                                                                         | États-Unis                                                             | Challenge round 26 - 28 décembre                 | Challenge round 26 - 28 décembre                 | 4                                |   |  |                                             |                                             |  |  |                                          |                                          |
|  | Demi-finale Amériques (6 - 8 juillet) Mexico, Mexique (terre battue ext.)     | Demi-finale Amériques (6 - 8 juillet) Mexico, Mexique (terre battue ext.) | États-Unis                                                             | Challenge round Adélaïde, Australie (gazon ext.) | Challenge round Adélaïde, Australie (gazon ext.) | 4                                |   |  |                                             |                                             |  |  |                                          |                                          |
|  | Demi-finale Amériques (6 - 8 juillet) Mexico, Mexique (terre battue ext.)     | Demi-finale Amériques (6 - 8 juillet) Mexico, Mexique (terre battue ext.) |                                                                        | Challenge round Adélaïde, Australie (gazon ext.) | Challenge round Adélaïde, Australie (gazon ext.) | Mexique                          | 1 |  |                                             |                                             |  |  |                                          |                                          |
|  | Mexique                                                                       | 4                                                                         | Australie                                                              | 5                                                |                                                  | Mexique                          | 1 |  |                                             |                                             |  |  |                                          |                                          |
|  | Mexique                                                                       | 4                                                                         | Australie                                                              | 5                                                |                                                  |                                  |   |  |                                             |                                             |  |  |                                          |                                          |
|  | Brésil                                                                        | 1                                                                         |                                                                        | États-Unis                                       | 0                                                |                                  |   |  |                                             |                                             |  |  |                                          |                                          |
|  | Brésil                                                                        | 1                                                                         |                                                                        | États-Unis                                       | 0                                                |                                  |   |  |                                             |                                             |  |  |                                          |                                          |

### Matchs détaillés

#### Finale du tout venant
| | États-Unis | 4                            | - | 1 | Inde |   |   |
| --- | ---------- | ---------------------------- | - | - | ---- | - | - |
| Royal King's Park, Perth, Australie |            |                              |   |   |      |   |   |
| du 14 au 16 décembre 1956 sur gazon (ext.) |            |                              |   |   |      |   |   |
| \| 1 \| \| Herbert Flam \| 7 \| 4 \| 10 \| 2 \| 6 \| \| 1 \| \| Ramanathan Krishnan \| 5 \| 6 \| 8 \| 6 \| 4 \| \| 2 \| \| Vic Seixas \| 6 \| 6 \| 6 \| \| \| \| 2 \| \| Naresh Kumar \| 4 \| 1 \| 2 \| \| \| \| 3 \| \| Sammy Giammalva - Vic Seixas \| 6 \| 3 \| 6 \| 6 \| \| \| 3 \| \| R. Krishnan - N. Kumar \| 2 \| 6 \| 4 \| 4 \| \| \| \| \| \| \| \| \| \| \| \| 4 \| \| Michael Green \| 5 \| 4 \| 4 \| \| \| \| 4 \| \| Ramanathan Krishnan \| 7 \| 6 \| 6 \| \| \| \| \| \| \| \| \| \| \| \| \| 5 \| \| Sammy Giammalva \| 6 \| 6 \| 6 \| \| \| \| 5 \| \| Naresh Kumar \| 3 \| 4 \| 2 \| \| \| \| \| \| \| \| \| \| \| \| |            |                              |   |   |      |   |   |
| 1 |            | Herbert Flam                 | 7 | 4 | 10   | 2 | 6 |
| 1 |            | Ramanathan Krishnan          | 5 | 6 | 8    | 6 | 4 |
| 2 |            | Vic Seixas                   | 6 | 6 | 6    |   |   |
| 2 |            | Naresh Kumar                 | 4 | 1 | 2    |   |   |
| 3 |            | Sammy Giammalva - Vic Seixas | 6 | 3 | 6    | 6 |   |
| 3 |            | R. Krishnan - N. Kumar       | 2 | 6 | 4    | 4 |   |
| |            |                              |   |   |      |   |   |
| 4 |            | Michael Green                | 5 | 4 | 4    |   |   |
| 4 |            | Ramanathan Krishnan          | 7 | 6 | 6    |   |   |
| |            |                              |   |   |      |   |   |
| 5 |            | Sammy Giammalva              | 6 | 6 | 6    |   |   |
| 5 |            | Naresh Kumar                 | 3 | 4 | 2    |   |   |
| |            |                              |   |   |      |   |   |

#### Challenge round
La finale de la Coupe Davis 1956 se joue entre l'Australie et les États-Unis.
| | Australie | 5                            | - | 0 | États-Unis |   |  |
| --- | --------- | ---------------------------- | - | - | ---------- | - |  |
| Memorial Drive, Adélaïde, Australie |           |                              |   |   |            |   |  |
| du 26 au 28 décembre 1956 sur gazon (ext.) |           |                              |   |   |            |   |  |
| \| 1 \| \| Lew Hoad \| 6 \| 6 \| 6 \| \| \| \| 1 \| \| Herbert Flam \| 2 \| 3 \| 3 \| \| \| \| 2 \| \| Ken Rosewall \| 6 \| 6 \| 4 \| 6 \| \| \| 2 \| \| Vic Seixas \| 1 \| 4 \| 6 \| 1 \| \| \| 3 \| \| Lew Hoad - Ken Rosewall \| 1 \| 6 \| 7 \| 6 \| \| \| 3 \| \| Sammy Giammalva - Vic Seixas \| 6 \| 1 \| 5 \| 4 \| \| \| \| \| \| \| \| \| \| \| \| 4 \| \| Ken Rosewall \| 4 \| 6 \| 8 \| 7 \| \| \| 4 \| \| Sammy Giammalva \| 6 \| 1 \| 6 \| 5 \| \| \| \| \| \| \| \| \| \| \| \| 5 \| \| Lew Hoad \| 6 \| 7 \| 6 \| \| \| \| 5 \| \| Vic Seixas \| 2 \| 5 \| 3 \| \| \| \| \| \| \| \| \| \| \| \| |           |                              |   |   |            |   |  |
| 1 |           | Lew Hoad                     | 6 | 6 | 6          |   |  |
| 1 |           | Herbert Flam                 | 2 | 3 | 3          |   |  |
| 2 |           | Ken Rosewall                 | 6 | 6 | 4          | 6 |  |
| 2 |           | Vic Seixas                   | 1 | 4 | 6          | 1 |  |
| 3 |           | Lew Hoad - Ken Rosewall      | 1 | 6 | 7          | 6 |  |
| 3 |           | Sammy Giammalva - Vic Seixas | 6 | 1 | 5          | 4 |  |
| |           |                              |   |   |            |   |  |
| 4 |           | Ken Rosewall                 | 4 | 6 | 8          | 7 |  |
| 4 |           | Sammy Giammalva              | 6 | 1 | 6          | 5 |  |
| |           |                              |   |   |            |   |  |
| 5 |           | Lew Hoad                     | 6 | 7 | 6          |   |  |
| 5 |           | Vic Seixas                   | 2 | 5 | 3          |   |  |
| |           |                              |   |   |            |   |  |